# Deep Rising
Deep Rising és una pel·lícula estatunidenca de terror dirigida per Stephen Sommers, estrenada l'any 1998. Ha estat doblada al català.

## Argument
Finnegan, aventurer i mercenari de fa temps, solca la mar de la Xina al comandament del "Saipan", una vella lanxa motora que lloga freqüentment a contrabandistes i petits traficants, sense preguntar-se massa sobre les intencions dels seus clients. És així com una nit, Finnegan, el seu segon i el mecànic no triguen a descobrir la raó de la presència dels seus nous passatgers, un comando armat fins a les dents. El seu objectiu: envestir, desvalisar i torpedinar l ' "Argonautica", un luxós paquebot que fa un creuer pels voltants. Però quan aborden el navili, el troben estranyament desert... Alguna cosa sembla rondar... I la tripulació aviat es trobar confrontada a un convidat... Als tentacles que xucla el líquid del cos abans de trencar l'esquelet.

## Repartiment
- Treat Williams: John Finnegan
- Famke Janssen: Trillian St. James
- Anthony Heald: Simon Canton
- Kevin J. O'Connor: Joey 'Tooch' Pantucci
- Wes Studi: Hanover
- Derrick O'Connor: El capità Atherton
- Jason Flemyng: Mulligan
- Cliff Curtis: Mamooli
- Clifton Powell: Mason
- Trevor Goddard: T-Ray Jones
- Djimon Hounsou: Vivo
- Una Damon: Leila
- Clint Curtis: Billy

## Al voltant de la pel·lícula
- El rodatge es va desenvolupar a Vancouver.
- El personatge de Trillian St. James havia de ser interpretat per Clara Forlani, però l'actriu va abandonar la producció després de tres dies de rodatge a causa de discrepàncies artístiques amb el director.
- Harrison Ford va rebutjar el paper de Finnegan.
- El nom del personatge Trillian està inspirat en Tricia McMillan, personatge de la Guia del viatger galactic anomenat Trillian.
- Stephen Sommers havia pensat primer en Alan Silvestri per compondre la banda original, però estava indisponible aleshores.
- El paquebot de luxe Argonautica i la llançadora Hèrcules van ser batejades així en referència a Jason i els Argonautes, un dels films preferits de Stephen Sommers.[3]
- Jason Flemyng ja havia rodat sota la direcció del cineasta en l'adaptació del Llibre de la jungla (1994). Pel que fa a Kevin J. O'Connor, rodarà de nou amb Sommers a la Mòmia (1999), així com a Van Helsing (2004) i G.I. Joe (2009).
- El final del film podia presagiar una continuació però mai es va plantejar. Tanmateix, en una entrevista de Stephen Sommers afirma que desitjava fer una continuació però que l'estrena de la sèrie LOST que comença de la mateixa manera ha amargat el seu plans.  "És graciós que us ho demaneu, perquè somiava efectivament en una continuació… fins que descobreixo el primer episodi de la sèrie Lost, qui comença exactament igual! Em vaig dir « Oh no, ja hi som, s'ha acabat !»"[4]

## Banda original
- Lady Luck, interpretat per The Brian Setzer Orchestra
- Garota De Ipanema, interpretat per Walter Wanderley
- Amano-Naru-Tatsuo Dai-Kagura, interpretat per Yakudo
- Shudan, interpretat per Yakudo
- Fujin, interpretat per Yakudo

## Rebuda
- "Malgrat l'impersonal de la posada en escena, aconsegueix algunes seqüències tibants i es beneficia de la seva falta de pretensions."[5]
- "Una hàbil i entretinguda pel·lícula d'acció."[6]